# Etienne de Vignolles
Etienne de Vignolles (kolem roku 1390 – 11. ledna 1443 Montauban ), znám pod přezdívkou La Hire byl francouzský vojenský velitel ve stoleté válce.

## Životopis
Pocházel ze šlechtické rodiny z Gaskoňska. V roce 1418 se připojil k dauphinovi Karlovi, když anglická vojska napadla Francii. Při obléhání Coucy se vyznamenal v bojích proti Burgundsku, které bylo spojencem Anglie. V roce 1421 se zúčastnil bitva u Baugé, kde zvítězila Francie. Následně přešel do služeb Jeana de Dunois známého pod přezdívkou Bastard Orleánský. Během následujících let vyplenil spolu s dalšími kapitány okolí Paříže, Lucembursko a obsadili Le Mans, které držel až do roku 1427, kdy jej vyhnali Angličané pod velením lorda Johna Talbota. Spolu s Johankou z Arku bojoval v roce 1429 při obléhání Orléansu, ve kterém dosáhla Francie rozhodujícího vítězství. Spolu s Johankou se zúčastnili bitev u Jargeau a u Patay. V roce 1431 se ji pokusil vysvobodit z Rouenu, avšak sám upadl do zajetí. Následujícím roce utekl z pevnosti Dourdan. V roce 1435 zvítězil spolu s Jeanem Potonem de Xaintrailles v bitvě u Gerberoy. Poté vedl s Jeanem de Duinos vojenskou kampaň v Normandii, kde byl jmenován kapitánem. Stal se vlastníkem panství Montmorillon a Longueville. Jeho manželkou se stala Marguerite de Droisy, manželé neměli spolu žádného potomka. V roce 1442 se zúčastnil v Gaskoňsku obléhání Tartasu, byl zde zraněn. Na následky zranění o několik měsíců později zemřel.[chybí lepší zdroj]

## Erb

Erb La Hire

Erb je složen ze 3 stříbrných hroznů, každý hrozen doplněn listem.